# دیمیتری اسمیرنوف
دیمیتری نیکولاویچ اسمیرنوف (روسی: Дми́трий Никола́евич Смирно́в؛ ۲ نوامبر ۱۹۴۸ – ۹ آوریل ۲۰۲۰) آهنگساز، و مترجم اهل اتحاد جماهیر شوروی بود. او شوهر موسیقدان روس، النا فیرسوا و پدر موسیقیدان و آهنگساز روس-بریتانیایی آلیسا فیرسوا است.
او اپرا، سمفونی، کوارتت زهی و دیگر موسیقی مجلسی و موسیقی آوازی تا اوراتوریو نوشت. بسیاری از آثار او از هنر ویلیام بلیک الهام گرفته شده بود.

## مراجع
- یوری خالوپوف: روس ها در انگلستان: دیمیتری اسمیرنوف، النا فیرسوا.» مقاله، در: موسیقی از اتحاد جماهیر شوروی سابق. شماره 2. مسکو: آهنگساز، ۱۹۹۶، pp. 255–303 (به روسی); همچنین در «Ex oriente...I» ده آهنگساز از اتحاد جماهیر شوروی سابق.  ویکتور سوسلین، دیمیتری اسمیرنوف، آروو پارت، یوری کاسپاروف، گالینا اوستولسکایا، نیکلای سیدلنیکوف، النا فیرسوا ولادیمیر مارتینوف، آندری اشپای، بوریس چایکوفسکی.  ویرایش شده توسط والریا تسنوا (مطالعات موسیقی شناسی اسلاوی، ۲۵)، انتشارات ارنست کوهن – برلین. شابک ‎۳−۹۲۸۸۶۴−۸۴-X pp. 207–266 (به انگلیسی)